# ماناکانا نورد
ماناکانا نورد (به لاتین: Manakana Nord) یک منطقهٔ مسکونی در ماداگاسکار است که در مننجری واقع شده‌است. ماناکانا نورد ۵٬۰۰۰ نفر جمعیت دارد و ۵۸ متر بالاتر از سطح دریا واقع شده‌است.